# Mr.ダマー2 1/2
『Mr.ダマー2 1/2』（Trial and Error）は、1997年のアメリカ合衆国のコメディ映画。ジョナサン・リン監督、マイケル・リチャーズ、ジェフ・ダニエルズ、シャーリーズ・セロン、ジェシカ・スティーン、オースティン・ペンドルトン、リップ・トーン出演。原題の「Trial and Error」は試行錯誤という意味で、邦題にはMr.ダマーとつけられているが1994年の映画『ジム・キャリーはMr.ダマー』とはダニエルズが出演しているだけでストーリーや登場人物に関連はない。
日本では劇場未公開で、1998年に東宝よりビデオが発売された。

## あらすじ
都会の真ん中に事務所を構える依頼人の大半が犯罪者のウィットフィールド&モリス法律事務所のやり手弁護士 チャールズ・タトルは、近々事務所のボス ウィットフィールドの娘ティファニーと結婚予定だった。チャールズの親友で端役やエキストラなどをやっている売れない俳優 リチャード・リエッティは、チャールズのためにバチェラー・パーティーを開催しようと、オーディション帰りに法律事務所へ訪れて彼と打ち合わせる。だがチャールズは、ウィットフィールドから妻のいとこで詐欺師のベニー・ギブスの裁判を延期させるよう頼まれ、ネバダ州の田舎町 パラダイス・ブラフに向かうことになり、パーティーに参加できない旨をリチャードに話す。パラダイス・ブラフのホテルに到着したチャールズは、先回りして演劇教室の仲間と共に部屋でパーティーを開いていたリチャードに迎えられ、仕事に差し支えると渋るチャールズをリチャードが言いくるめ飲みに連れて行く。チャールズはバーのウェイトレス ビリー・タイラーが作ったカクテルマンハッタンにはまり、リチャードはカウンター席にいた女性を口説き始めたとき、酔っ払ったチャールズが客同士の喧嘩に割って入り殴られる。頭がくらくらしているチャールズにリチャードは、3時間3粒の用量を守るよう言って処方された薬を渡す。
翌日チャールズの部屋に入ったリチャードは、薬を全部飲んで意識もうろうとなった彼を発見する。リチャードが裁判所までチャールズを送り届けるが、法廷に出られる状態ではない彼から代役を務めるよう言われる。そんなことは無理だと正直に事情を話しに行こうとするリチャードだが、バーでの失態をウィットフィールドに知られることを恐れるチャールズに引き止められ、仕方なくチャールズとして法廷に出ることになる。依頼人のギブスと会ったリチャードは、検察官が昨日口説いた女性 エリザベス・ガードナーだと知る。リチャードはチャールズから言われた通りにポール・Z・グラフ判事へ公判の延期を要請するが、エリザベスの申し立てによって却下されてしまう。正気に戻ったチャールズは、カフェでリチャードが自分になりすまして法廷に出て公判の延期に失敗したことを聞かされ過呼吸を起こす。そこに客として来ていたビリーが駆けつけ、落ち着かせられたチャールズは彼女に惹かれる。そしてチャールズが名前を言おうとしたときリチャードは自身の名を彼女に伝え、なりすましを続け同僚弁護士として出廷することをチャールズに提案する。
ギブスに事情を話した上で2人揃って出廷するが、判事やエリザベスから突っ込まれしどろもどろになり初回は終了する。このまま不利の状態で進めて負ければ2人とも評判を失ってしまうと危惧し、チャールズはリチャードとエリザベスのオフィスを訪ねて司法取引を持ちかけるが、勝算がある彼女にあっけなく拒否される。さらにチャールズはウィットフィールドに弁護士を変えてもらうよう電話で頼むも、退けられ途方にくれる。そこでリチャードが持ち前の演技力で陪審員に訴えかけ、周りから失笑されながら自分たちの名誉のため、2人は勝ち目のない裁判をパフォーマンスと証拠のでっち上げでなんとか乗り切ろうとする。

## キャスト
※括弧内はビデオ版日本語吹替（DVD未収録）
- リチャード・リエッティ - マイケル・リチャーズ（江原正士）
- チャールズ・タトル - ジェフ・ダニエルズ（大塚芳忠）
- ビリー・タイラー - シャーリーズ・セロン（小林優子）
- エリザベス・ガードナー - ジェシカ・スティーン（田中敦子）
- ポール・Z・グラフ判事 - オースティン・ペンドルトン（田原アルノ）
- ベニー・ギブス - リップ・トーン（麦人）
- ティファニー・ウィットフィールド - アレクサンドラ・ウェントワース（英語版）（渡辺美佐）
- ジャクリーン・トロー - ジェニファー・クーリッジ（小宮和枝）
- ウィットフィールド - ローレンス・プレスマン（稲葉実）
- ドクター・ストーン - デイル・ダイ（稲葉実）
- ドクター・ブラウン - マックス・カセラ（高木渉）
- チャールズの助手 - マクナリー・セイガル（小宮和枝）
- ハンク・クラビット - ケネス・ホワイト（稲葉実）
- バック・ノーマン - キース・ミルズ
- 廷吏 - ゼイド・ファーリッド（青山穣）
- サセックス夫人 - レイチェル・ウィンフリー（寺内よりえ）
- 法廷係員 - ケン・マギー（辻親八）
- カート - ケリー・ペリン（英語版）（中博史）

## スタッフ
- 監督 - ジョナサン・リン
- 脚本 - サラ・バーンスタイン、グレゴリー・バーンスタイン
- 原案 - サラ・バーンスタイン、グレゴリー・バーンスタイン、クリフ・ガードナー
- 製作 - ジョナサン・リン、ゲイリー・ロス
- 製作総指揮 - アレン・オルソブルック、メアリー・ペアレント
- 撮影監督 - ガブリエル・ベリスタイン（イタリア語版）
- プロダクションデザイナー - ヴィクトリア・ポール
- 編集 - トニー・ロンバルド
- 音楽 - フィル・マーシャル
- 衣裳デザイン - シェイ・カンリフ

日本語版スタッフ
- 吹替演出 - 伊達康将
- 吹替翻訳 - 岩本令
- 吹替製作 - 東北新社